# پیش‌ستاره

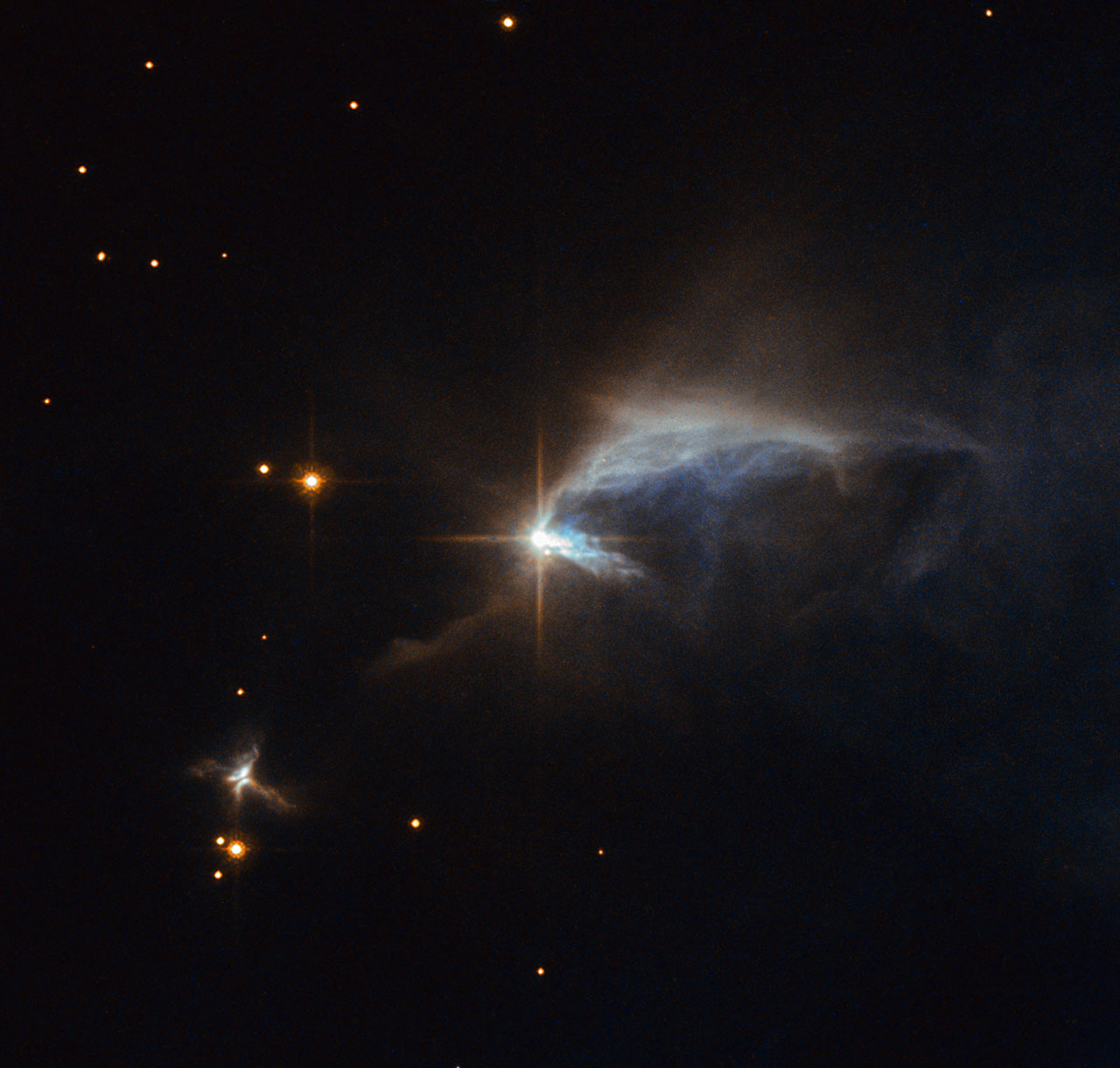
نمایی از «HBC 1»، یک ستاره جوان پیش‌رشته اصلی

پیش‌ستاره‌ها (به انگلیسی: Protostars) اجسامی با جرم زیاد در سحابی‌ها هستند که هنوز به تعادل هیدرواستاتیکی نرسیده‌اند و به تدریج با طی کردن مسیر هایاشی منقبض و کم‌نور شده و تشکیل یک ستاره را می‌دهند.
پیش‌ستاره یک مرحله اولیه در به‌وجود آمدن یک ستاره می‌باشد که در آن هیدروژن، هلیوم و توده‌هایی از گرد و غبار به حدی انباشته می‌شوند که به ستاره پیش‌رشته اصلی می‌رسند. پیش ستاره‌هایی که جرم آن‌ها با جرم خورشید برابر است، ده میلیون سال را می‌گذرانند تا به پیش‌رشته اصلی برساند. هر چقدر جرم پیش ستارگان بزرگتر باشد، مرحله رشد آن‌ها سریعتر می‌شود. یک پیش‌ستاره با جرم تقریباً ۱۵ برابر جرم خورشید حدود ۱۰۰,۰۰۰ سال را می‌گذراند تا به پیش‌رشته اصلی برسد.
یک پیش ستاره از طریق غلظت ابرهای گازی غول پیکر و مواد پیرامون آن تشکیل می‌شود. مشاهدات نشان می‌دهد که این ابرهای گازی غول پیکر به‌طور کلی در حالت تعادل قرار دارند، که در آن تعادل بین گرانش ابرها باعث پیدایش انرژی اتصالی و انرژی مولکولی می‌شود.
این ابرها می‌توانند به‌طور موقت از حالت تعادل خارج شوند در صورتی که تنها یک نفوذ جزئی در آن‌ها صورت بگیرد، به عنوان مثال امواج تکان دهنده از ابرنواخترها یا برخورد دیگر ابرهای گازی غول پیکر یا امواج چگالی با آن‌ها برخورد کنند.
این تأثیر می‌تواند (در صورتی‌که ضربه به اندازه کافی بزرگ باشد) نیروی گرانش در یک منطقه خاص در ابر گازی به وجود آورد طوری‌که حالت تعادل به حالت غیر متعادل تبدیل می‌شود.
فیزیکدان انگلیسی به نام James Jenas این پدیده را به‌طور جزئی مطالعه کرد. او توانست نشان دهد که در شرایط مطلوب یک ابر گازی یا قسمتی از آن شروع به انباشتن می‌کند. او یک فرمول برای تعیین جرم و اندازه آن، قبل از اینکه انقباض گرانش صورت گیرد، استنباط کرد.
⁅𝑀𝑗=𝑘√((𝑇^۳/𝑛))⁆
n=تعداد اتم در هر متر مکعب
K=یک عدد ثابت
T=دمای گاز}}